# JUNK FOOD/ジャンクフード
『JUNK FOOD』（ジャンクフード）は1998年公開の日本映画。山本政志監督。オムニバス形式で横浜のアンダーグラウンドにいる人々の一日を描く。

## あらすじ
以下の4つのエピソードのオムニバスで構成。また、ミユキのエピソード以外は同時進行で展開される。
- ごく普通のOLであるミユキは、実は薬物中毒で売春をしているという裏の顔があった。ある時彼女は、横山という客とホテルに入るが……。
- 死んだ友人の遺骨を引上げにやってきたヒデは、中国系アメリカ人の娼婦ミャンと意気投合し、二人でドライブをして……。
- 強盗で大金を手にしたパキスタン人のカウルは、日本人の恋人マミの「お金が溜まったら結婚しよう」という言葉を信じるが……。
- チーマーのリョウは先輩のサトの命令でサトの車と女を探しはじめる。しかし、サトの理不尽な言動に徐々に苛立ちを覚え……。

## キャスト
- ミユキ - 飯島みゆき
- ヒデ - 義幸
- リョウ - 鬼丸
- ミャン - MIA
- カウル - アリエレナ・フェイアフメッド
- 横山 - 古田新太
- サト - 津田寛治
- サリーム - チョドゥリ・イクラム・ウル・ハク
- マリアーナ - エステル・モレノ
- シュウ -川村龍俊
- キク - 藤堂雄太
- マミ - 小林陽子
- 彫辰 - 関西彫辰
- 敏子 - 山本静子

## スタッフ
- 監督・脚本 - 山本政志
- 製作 - 磯見俊裕
- 映像（撮影監督） - 伊藤寛
- 編集 - 掛須秀一
- 主題歌 - 町田康&The Glory 「どうにかなる」

## その他
- プロローグとエピローグに登場する敏子役の山本静子は、監督である山本政志の母親である。
- DJ KRUSHのほか、複数のアーティストの楽曲が本作の劇伴として使用されている。